# Šafarsko
Šafarsko (madžarski: Ligetfalva) je naselje v Občini Razkrižje.